# پایوو (توتین)
پایوو (به صربی: Paljevo) یک منطقهٔ مسکونی در صربستان است که در توتین، صربستان واقع شده‌است. پایوو ۳۶۹ نفر جمعیت دارد.